# Малу (Арђеш)
Малу (рум. Malu) насеље је у Румунији у округу Арђеш у општини Годени. Oпштина се налази на надморској висини од 744 m.

## Становништво
Према подацима из 2002. године у насељу је живело 388 становника, од којих су сви румунске националности.